# Les beaux étés
Les beaux étés. Histoires sans lendemain is een bundel van drie novellen van de Belgische, Franstalige schrijfster Marianne Pierson-Piérard uit 1954.

## Geschiedenis
Marianne Pierson-Piérard (1907-1981) debuteerde in 1936 met de roman Nous, ou Le député Piret dans ses terres die ze samen met haar man Marc-Antoine Pierson (1907-1988) had geschreven. Daarna schreef ze nog drie romans voordat deze bundeling van drie novellen verscheen. Deze novellen onder de gezamenlijke titel De mooie zomers omvatten: 'Comment l'esprit vient aux filles', 'Veronique n'est pas rentrée' en 'Balançoires'.
De uitgave werd geïllustreerd door Ange Rawoe (1912-1969), een kunstenaar die bevriend was met en ook werk illustreerde van Michel de Ghelderode. De uitgave werd in druk opgedragen aan haar dochter Marie-Claire.

### Uitgave
Dit was de eerste uitgave die zij deed verschijnen bij de Brusselse uitgever Aux éditions du chat qui pêche. Haar eerdere romans en twee vertalingen waren bij andere uitgevers verschenen, onder andere in Parijs en Amsterdam.
Van de uitgave verschenen drie edities: een op papier van Pannekoek, op de pers genummerde editie van X romeins genummerde exemplaren; 100 op japans papier gedrukte exemplaren die genummerd werden van 11 tot 110; en 400 genummerde exemplaren op vergépapier van Pont de Warches. In de luxe editie is een extra suite met een illustratie van Rawoe toegevoegd.